# Liste der Kulturdenkmale in Schönbrunn (Bischofswerda)
In der Liste der Kulturdenkmale in Schönbrunn (Bischofswerda) sind die Kulturdenkmale des Ortsteils Schönbrunn der sächsischen Stadt Bischofswerda verzeichnet, die bis September 2024 vom Landesamt für Denkmalpflege Sachsen erfasst wurden (ohne archäologische Kulturdenkmale). Die Anmerkungen sind zu beachten.

## Liste der Kulturdenkmale in Schönbrunn
| Bild                                    | Bezeichnung                                     | Lage                                                                              | Datierung                 | Beschreibung | ID       |
| --------------------------------------- | ----------------------------------------------- | --------------------------------------------------------------------------------- | ------------------------- | --- | -------- |
| Direkt Bild zu diesem Denkmal hochladen | Kursächsische Grenzsäule                        | (auf dem Butterberg, ca. 150 m südlich der Jagdhütte) (Karte)                     | Bezeichnet mit 1770       | Regionalgeschichtlich von Bedeutung | 09289493 |
|                                         | Verladebahnhof                                  | Alte Bahnhofstraße 14 (Karte)                                                     | Ende 19. Jahrhundert      | Massives dreigeschossiges Gebäude, Klinker mit Schieferverkleidung im zweiten Obergeschoss und Laderampe an der Traufseite, technische Innenausstattung zur ehemaligen Verladung von Getreide (Schüttöffnungen und außerhalb des Gebäudes liegende Gleisanschlüsse unter liegenden Eisenplatten vor der aufgehenden Gebäudewand) teilweise erhalten, originales Dachtragwerk, insgesamt von hohem Authentizitätsgrad, daher bau- und technikgeschichtlich von Bedeutung | 09307026 |
|                                         | Wegesäule                                       | Burkauer Straße (Karte)                                                           | 19. Jahrhundert           | Grob behauene Natursteinstele aus dem 19. Jahrhundert mit korbbogenförmigem Abschluss, Schriftspiegel im oberen Drittel der Säule geglättet, allerdings ohne erhaltene Beschriftungen. Wegesäule als Zeugnis der verkehrstechnischen Erschließung des ländlichen Raumes von verkehrsgeschichtlicher Bedeutung. | 09289492 |
|                                         | Eisenbahnbrücke auf der Strecke Dresden–Görlitz | Burkauer Straße (Karte)                                                           | 2. Hälfte 19. Jahrhundert | Bogenbrücke mit zwei Öffnungen über die Burkauer Straße, ortsbildprägend, baugeschichtlich und eisenbahngeschichtlich von Bedeutung. Betonbogenbrücke mit Natursteinverkleidung, zwei weite Öffnungen, davon die nördliche über die Burkauer Straße, in leichtem Bogen geführt, 32,87 m lang, 8,5 m hoch, 4,4 m breit, 1901 durch die Fa. Robert Berndt Söhne aus Dresden für 36.601 Mark errichtet, Zeugnis des Streckenverlaufs der ehemaligen Eisenbahnstrecke Kamenz–Bischofswerda (Streckenkürzel KBi), sächsische Nebenbahn mit Anbindung an die Eisenbahnstrecke Görlitz–Dresden in Bischofswerda, 1890 zwischen Kamenz und Elstra eröffnet, 1901/1902 Weiterführung nach Bischofswerda, Anschluss von Schönbrunn 1902 (Strecke führte westlich am Ort vorbei), schrittweise Stilllegung zwischen 1967 und 1998, zuletzt lediglich noch Sonderzug- und Güterzugverkehr auf Teilstrecken, 2004 Gleisrückbau, nur wenige bauliche Zeugnisse der Nebenbahn sind erhalten geblieben, darunter die vorliegende Eisenbahnbrücke, an die nördlich und südlich jeweils ein gut im Landschaftsbild zu erkennender Bahndamm anschließt. | 09288940 |
| Direkt Bild zu diesem Denkmal hochladen | Zwei Grenzsteine                                | Butterberg 3 (auf dem Butterberg im Wald, vor der Gaststätte „Jagdhütte“) (Karte) | 19. Jahrhundert           | Mit gekreuzten Bischofsstäben und den Nummern 98 und 99, regionalgeschichtlich von Bedeutung, oberer Teil rund behauen, Nummer 80–83 | 09291774 |
|                                         | Wohnstallhaus                                   | Hauptstraße 6 (Karte)                                                             | Bezeichnet mit 1827       | Obergeschoss Fachwerk verbrettert, ehemaliger Gasthof, baugeschichtlich von Bedeutung, Fenstergrößen weitgehend erhalten, Biberschwanzdeckung, Türstock bezeichnet mit 1817 | 09289486 |
|                                         | Wohnstallhaus                                   | Hauptstraße 38 (Karte)                                                            | Anfang 19. Jahrhundert    | Obergeschoss Fachwerk, Giebel verbrettert, Tür Granitgewände, baugeschichtlich von Bedeutung, Fenster Sprossen und Originalgröße | 09289489 |
|                                         | Ehemaliger Gasthof (Gasthaus Schönbrunn)        | Hauptstraße 44 (Karte)                                                            | Um 1900                   | Putzbau mit Mittelrisalit und Krüppelwalmdach, Granitgewände, baugeschichtlich und ortsgeschichtlich von Bedeutung, zweigeschossig, Fensterbekrönungen Klinker | 09289490 |
| Direkt Bild zu diesem Denkmal hochladen | Wohnstallhaus                                   | Hauptstraße 68 (Karte)                                                            | 2. Hälfte 19. Jahrhundert | Obergeschoss Fachwerk verbrettert, ursprünglicher Zustand, baugeschichtlich von Bedeutung, Fenster im Obergeschoss Originalgröße, saniert, Obergeschoss neue Verbretterung, historischer Fensternachbau | 09289427 |
|                                         | Wohnhaus eines ehemaligen Vierseithofes         | Hauptstraße 82 (Karte)                                                            | Um 1860                   | Putzbau mit Drempel, Gurtgesims und Walmdach, Sandsteingewände, baugeschichtlich von Bedeutung, zweigeschossig, große Sprossenfenster | 09289485 |
| Direkt Bild zu diesem Denkmal hochladen | Wohnstallhaus und Scheune eines Bauernhofes     | Hofeteichweg 10 (Karte)                                                           | 2. Hälfte 19. Jahrhundert | Putzbau mit Drempel, Scheune verbrettert, baugeschichtlich und wirtschaftsgeschichtlich von Bedeutung, Wohnhaus zweigeschossig und Drempel, Steingewände, Scheune verbrettert | 08986187 |

## Streichungen von der Denkmalliste
| Bild                                    | Bezeichnung                      | Lage                      | Datierung                 | Beschreibung | ID       |
| --------------------------------------- | -------------------------------- | ------------------------- | ------------------------- | --- | -------- |
| Direkt Bild zu diesem Denkmal hochladen | Wohnstallhaus                    | Burkauer Straße 9 (Karte) | 1. Hälfte 19. Jahrhundert | Zwischen 2011 und 2014 abgerissen; Obergeschoss Fachwerk verbrettert, ursprünglicher Zustand, baugeschichtlich von Bedeutung, Fenster original, Abbruchgenehmigung vom 12. September 2011 (Schreiben Landratsamt Bautzen)                        | 09289491 |
| Direkt Bild zu diesem Denkmal hochladen | Erbgericht: Gasthof mit Tanzsaal | Hauptstraße 7 (Karte)     | 1905 (Auskunft)           | Zweigeschossig, Fassade mit Dreiecksgiebel und ornamental geputzten und zum Teil abgefasten Fenstereinrahmungen, Tanzsaal mit Rundbogenfenstern, baugeschichtlich und ortsgeschichtlich von Bedeutung; nach 2014 von der Denkmalliste gestrichen | 09289487 |

## Tabellenlegende
- Bild: Bild des Kulturdenkmals, ggf. zusätzlich mit einem Link zu weiteren Fotos des Kulturdenkmals im Medienarchiv Wikimedia Commons. Wenn man auf das Kamerasymbol klickt, können Fotos zu Kulturdenkmalen aus dieser Liste hochgeladen werden:
- Bezeichnung: Denkmalgeschützte Objekte und ggf. Bauwerksname des Kulturdenkmals
- Lage: Straßenname und Hausnummer oder Flurstücknummer des Kulturdenkmals. Die Grundsortierung der Liste erfolgt nach dieser Adresse. Der Link (Karte) führt zu verschiedenen Kartendiensten mit der Position des Kulturdenkmals. Fehlt dieser Link, wurden die Koordinaten noch nicht eingetragen. Sind diese bekannt, können sie über ein Tool mit einer Kartenansicht einfach nachgetragen werden. In dieser Kartenansicht sind Kulturdenkmale ohne Koordinaten mit einem roten bzw. orangen Marker dargestellt und können durch Verschieben auf die richtige Position in der Karte mit Koordinaten versehen werden. Kulturdenkmale ohne Bild sind an einem blauen bzw. roten Marker erkennbar.
- Datierung: Baubeginn, Fertigstellung, Datum der Erstnennung oder grobe zeitliche Einordnung entsprechend des Eintrags in der sächsischen Denkmaldatenbank
- Beschreibung: Kurzcharakteristik des Kulturdenkmals entsprechend des Eintrags in der sächsischen Denkmaldatenbank, ggf. ergänzt durch die dort nur selten veröffentlichten Erfassungstexte oder zusätzliche Informationen
- ID: Vom Landesamt für Denkmalpflege Sachsen vergebene, das Kulturdenkmal eindeutig identifizierende Objekt-Nummer. Der Link führt zum PDF-Denkmaldokument des Landesamtes für Denkmalpflege Sachsen. Bei ehemaligen Kulturdenkmalen können die Objektnummern unbekannt sein und deshalb fehlen bzw. die Links von aus der Datenbank entfernten Objektnummern ins Leere führen. Ein ggf. vorhandenes Icon  führt zu den Angaben des Kulturdenkmals bei Wikidata.